# Piórolotek zwyczajny
Piórolotek zwyczajny (Emmelina monodactyla) – gatunek owada z rzędu motyli, należący do rodziny piórolotkowatych (Pterophoridae).

## Wygląd
Ciało ma kolor jasnobrązowy, żółtawy, szarawy. Skrzydło przednie, długości ponad 1 cm, jest wąskie, palczasto rozszczepione, żółte lub szarobiałe. Tylne składa się z 3 szczeciniastych promieni; w spoczynku motyl ukrywa je pod przednim.

## Środowisko, rozmieszczenie i gęstość zasiedlenia
Piórolotek zwyczajny żyje w ogrodach i widnych lasach strefy umiarkowanej Europy. Jest pospolity, choć, podobnie jak jego kuzyn – piórolotek pięciopiór, często niedostrzegany.

## Okres występowania
Imago latają praktycznie cały rok - zazwyczaj spotykane są od marca do listopada, ale czasem również w pozostałych miesiącach. Gąsienice pojawiają się wiosną. Poczwarka nie tworzy oprzędu, najczęściej jest zawieszana nisko nad ziemią; początkowo ma kolor cielisty a później brunatnieje.

## Rośliny żywicielskie
Gatunek jest ściśle związany z powojem polnym (Convolvulus arvensis).